# Männer zum Knutschen
Männer zum Knutschen (tj. Muži k zulíbání) je německý hraný film z roku 2012, který režírovali dva režiséři pod společným pseudonymem Robert Hasfogel. Film popisuje vztah Ernsta a Tobiase v Berlíně.

## Děj
Tobi a Ernst tvoří pár, ačkoliv každý z nich je naprosto rozdílný. Ernst pracuje jako vážný úředník v Commerzbank, zatímco Tobi je velmi extrovertní. Jednoho dne do Berlína z Washingtonu přiletí Ernstova dávná kamarádka Uta, která se rozhodne, že Tobiho od Ernsta oddělí. Tobi se naopak rozhodne za pomoci přátel zbavit se Uty.

## Obsazení
| Frank Christian Marx | Ernst Knuddelman           |
| Udo Lutz             | Tobias Rueckert            |
| Alexandra Starnitzky | Uta Refsen                 |
| Sascia Haj           | Steffi                     |
| Marcel Schlutt       | Leo                        |
| Marcus Lachmann      | Rutila Rueckert Mandelstam |
| Dominik Djialeu      | Kurt                       |
| Marc Bluhm           | Steffin bratr Paul         |
| Luise Schnittert     | Grundel                    |
| André Schneider      | Alexander                  |

## Ocenění
- Film Out International Filmfestival San Diego: nejlepší komedie, nejlepší herec (Frank Christian Marx)
- Fairy Tales Internationales Queer Filmfestival Calgary: cena publika
- Bangalore Queer Filmfestival: nejlepší režie
- Honolulu International Queer Filmfestival: nejlepší film